# Pocahontas (Iowa)
Pocahontas é uma cidade localizada no estado americano de Iowa, no Condado de Pocahontas.

## Demografia
Segundo o censo americano de 2000, a sua população era de 1970 habitantes.
Em 2006, foi estimada uma população de 1848, um decréscimo de 122 (-6.2%).

## Geografia
De acordo com o United States Census Bureau tem uma área de
4,8 km², dos quais 4,8 km² cobertos por terra e 0,0 km² cobertos por água. Pocahontas localiza-se a aproximadamente 372 m acima do nível do mar.

## Localidades na vizinhança
O diagrama seguinte representa as localidades num raio de 20 km ao redor de Pocahontas.